# Ноокенський район
Ноокенський район (кирг. Ноокен району) — район Джалал-Абадської області Киргизстану. Адміністративний центр — село Масси.